# Mantidactylus opiparis
Mantidactylus opiparis är en groddjursart som först beskrevs av Mario Giacinto Peracca 1893.  Mantidactylus opiparis ingår i släktet Mantidactylus och familjen Mantellidae. IUCN kategoriserar arten globalt som livskraftig. Inga underarter finns listade i Catalogue of Life.